# Johann Jakob Christian Donner
Johann Jakob Christian Donner, född den 10 oktober 1799 i Krefeld, död den 28 mars 1875 i Stuttgart, var en tysk filolog och översättare.
Donner blev 1827 professor vid gymnasiet i Ellwangen och 1843 vid gymnasiet i Stuttgart. Han fick på begäran avsked 1852 och levde därefter uteslutande för litterära arbeten. Av Donners översättningar märks Juvenalis satirer (1821), Persii satirer (1822), Camões "Lusiaderna" (1833), Sofokles tragedier (1839; 8:e upplagan 1875), Euripides (1841–1853; 2:a upplagan 1858–1859), Aeschylus (1854), "Iliaden" (1855–57; 2:a upplagan 1864), "Odyssén" 
(1858–1859; 2:a upplagan 1868), Aristofanes lustspel (1861) och Pindaros segersånger (1860).